# Länderrisiko
Das Länderrisiko (englisch country risk) bezeichnet in der Außenwirtschaft die speziellen Verlustrisiken, denen ein Gläubiger oder Unternehmer ausgesetzt ist, etwa aus dem Export/Import, Investitionen oder aus Finanzprodukten von Kreditinstituten, welche die Durchsetzung von Forderungen gegenüber ausländischen Vertragspartnern bzw. den Kapitaleinsatz und erwartete Gewinne bedrohen. Krisensituationen können ein Land zwingen, vereinbarte Zins- und Tilgungsleistungen des Staates selbst oder dort ansässiger Schuldner ganz oder teilweise ausfallen zu lassen. Dies schließt die mangelnde Erfüllung von Verpflichtungen aus Wertpapieren aller Art oder Derivaten ein.

## Allgemeines
Andere Staaten unterliegen als Schuldner einem Ausfallrisiko, das auf Staatsebene als Länderrisiko bezeichnet wird. Anders als beim Kreditrisiko gegenüber Unternehmen oder Verbrauchern spielen beim Staat als Schuldner betriebswirtschaftliche Kennzahlen keine Rolle, vielmehr volkswirtschaftliche Kennzahlen, soziale und politische Aspekte. Investoren, Gläubiger im internationalen Kreditverkehr oder Exporteure/Importeure müssen das Länderrisiko eines anderen Staates bei ihren Entscheidungen berücksichtigen. Während Gläubiger aus Staatsanleihen oder Krediten die Ausfallwahrscheinlichkeit und Ausfallkredithöhe einschätzen müssen, unterliegen die Investitionen von Investoren der Gefahr eines Verbots von Gewinntransfers oder schlimmstenfalls dem Risiko der Enteignung. Alle diese Ereignisse bilden einen Teil des Länderrisikos.
Wie bei jedem Ausfall- und Kreditrisiko fallen die einzelnen Kriterien, die ein Gläubiger subjektiv als Risikofaktoren erkennt, auch beim Länderrisiko unterschiedlich aus. Sowohl die Auswahl der Kriterien als auch deren Gewichtung können je nach Gläubiger unterschiedlich sein.

## Begriff des Länderrisikos
Zu unterscheiden ist hier zwischen dem originären Länderrisiko, bei dem der jeweilige Staat direkter Schuldner ist und dem derivativen Länderrisiko, bei dem ein Kreditnehmer innerhalb eines Staates der Schuldner ist. Diese Unterscheidung ist von Bedeutung, weil das originäre Länderrisiko mit den individuellen Kreditnehmerrisiken im selben Staat positiv korreliert. Ausgehend von einer globalen Definition des Begriffs, wie z. B. von der Bank für Internationalen Zahlungsausgleich (BIZ) verwendet, kann dann durch abnehmende Abstraktion ein operabler Begriff abgeleitet werden. Für die BIZ bezieht sich das Länderrisiko „auf die Möglichkeit, dass souveräne Kreditnehmer eines bestimmten Landes nicht in der Lage oder bereit sind, und dass sonstige Kreditnehmer nicht in der Lage sind, aus anderen Gründen als den üblichen Risiken, die sich im Zusammenhang mit jeder Kreditgewährung ergeben, ihre Auslandsverpflichtungen zu erfüllen“. Für die Deutsche Bank ist Länderrisiko „das Risiko, dass in einem beliebigen Land ein Verlust aufgrund politischer und sozialer Unruhen, Verstaatlichungen und Enteignungen, staatlicher Nichtanerkennung von Auslandsschulden, durch Devisenkontrollen oder eine Abwertung der Landeswährung entsteht“. Alle Definitionen haben gemeinsam, dass mit dem Länderrisiko nur jene Risiken erfasst werden sollen, die nicht mit dem Kreditrisiko eines ausländischen Schuldners zusammenhängen, sondern sich allgemein aus der wirtschaftlichen und/oder politischen Situation des Staates ergeben, in welchem der Schuldner seinen Sitz hat.

### Originäres Länderrisiko
Aus dieser Definition lassen sich wirtschaftliche, politische und Transferstopp-Komponenten des Länderrisikos ableiten. Weitgehende Übereinstimmung besteht bei Gläubigern auch darin, dass zunächst nur die Fremdwährungsverbindlichkeiten eines Staates, nicht aber Schulden in heimischer Währung, berücksichtigt werden sollen. Dem liegt die Überlegung zugrunde, dass ein Staat seine eigene Inlandswährung autonom durch Geldmengenschöpfung (quasi ad infinitum) produzieren kann, während ihm Fremdwährungsreserven lediglich limitiert zur Verfügung stehen. Allerdings kann ein Staat auch die eigene Währung nicht unbegrenzt drucken, da dies bereits kurzfristig zur unerwünschten Inflation führt.
Dann handelt es sich beim Länderrisiko um die Gefahr, dass ein Staat seine eigenen Fremdwährungsverbindlichkeiten nicht bedienen kann, weil die Regierung oder Zentralbank
(a) nicht in der Lage (wirtschaftliches Risiko) oder willens (politisches Risiko) ist, die zur Rückzahlung der Fremdwährungsverbindlichkeiten erforderlichen Devisen zu beschaffen oder der Staat/Zentralbank vorhandene Devisen nicht zur Rückzahlung einsetzt (Transferstopprisiko) oder
(b) sich die volkswirtschaftliche Situation und/oder politische Lage des Staates derart gravierend verschlechtert hat, dass er
- keine Fremdwährungskredite auf den internationalen Kreditmärkten erhält und/oder
- dass es zu einem drastischen Kursverfall der heimischen Währung gekommen ist, der den Staat daran hindert, die notwendige Inlandswährung aufzubringen, die für den entsprechenden Kauf der Auslandswährung aufzuwenden wäre.

### Derivatives Länderrisiko
Ist der Staat nicht selbst der direkte Schuldner, sondern ein Kreditnehmer aus diesem Staat, muss die Definition sogar auf eine zweidimensionale Variante erweitert werden. Denn Erfahrungen der Vergangenheit haben gezeigt, dass bonitätsmäßig einwandfreie Schuldner in einem bonitätsmäßig nicht einwandfreien Staat an der Rückzahlung ihrer Schulden durch den Staat, Regierungsstellen oder Zentralbank gehindert wurden (negative Korrelation). Aus alledem lässt sich dann folgende Definition des Begriffs Länderrisiko ableiten.
Beim Länderrisiko handelt es sich um die Gefahr, dass ein Schuldner seine Fremdwährungsverbindlichkeiten nicht bedienen kann, weil
(a) die Regierung oder Zentralbank seines Landes nicht in der Lage (wirtschaftliches Risiko) oder willens (politisches Risiko) ist, die zur Rückzahlung der Fremdwährungsverbindlichkeiten erforderlichen Devisen bereitzustellen oder der Schuldner vorhandene Devisen nicht zur Rückzahlung einsetzen darf (Transferstopprisiko) oder
(b) sich die volkswirtschaftliche Situation und/oder politische Lage seines Landes derart gravierend verschlechtert hat, dass er
- trotz ausreichender Bonität keine Fremdwährungskredite auf den internationalen Kreditmärkten erhält und/oder
- dass es zu einem drastischen Kursverfall der heimischen Währung gekommen ist, der einen bedeutenden Teil der Schuldner dieses Staates daran hindert, die notwendige Inlandswährung zu beschaffen, die für den entsprechenden Kauf der Auslandswährung aufzuwenden wäre.

In einem weiteren Schritt müssen nun auch die Verbindlichkeiten in Landeswährung einbezogen werden, weil auch diese einem politischen Risiko und/oder einem Transferstopprisiko unterliegen können.

## Länderrisikoanalyse und Länderrating

### Allgemeines
Wie auch andere Wirtschaftssubjekte (Unternehmen, Verbraucher) können auch Staaten als Schuldner von Ratingagenturen, Exportkreditversicherungen, Kreditinstituten oder spezialisierten NGO-Organisationen einem Rating unterzogen werden. Hieran sind Kreditgeber, Anleger und Massenmedien interessiert, weil sie die komplexen Ratingprozesse nicht selbst vornehmen können oder wollen. Die finanziell in Staaten engagierten Interessenten bauen auf diesen Ratings ihre Entscheidungen auf. Schlechte Länderratings zwingen Kreditinstitute, Versicherungen oder sonstige Investoren und Gläubiger, mit dem Staatsrisiko verknüpfte Finanzprodukte zu veräußern oder Kreditkündigungen auszusprechen. Umgekehrt dürfen Finanzprodukte schlecht gerateter Staaten nicht erworben werden.
Länderrisikoanalyse ist die Analyse des Risikos einer finanziellen Investition in einen bestimmten Staat, die mit einem Länderrating (englisch sovereign rating) endet. Dabei handelt es sich um ein Früherkennungssystem, das Chancen und Risiken in einem bestimmten Auslandsmarkt untersucht, die durch die politische Situation dieses Landes und sein soziales, ökonomisches und rechtliches Umfeld sowie vorhersehbare oder erwartete Zukunftsentwicklungen bestehen.

### Ziel
Die Analyse des Länderrisikos zielt darauf ab, die Ausfallwahrscheinlichkeit einer Auslandsinvestition, eines Kredits an ausländische Kreditnehmer oder einer Exportfinanzierung transparent zu machen. Die Ausfallwahrscheinlichkeit ist begründet im Rückzahlungsrisiko, das mit der Zahlungsfähigkeit und auch dem Zahlungswillen eines konkreten Staates zusammenhängt. Die Analyse ist damit technisch wie eine Analyse der Bonität eines Kreditnehmers organisiert, hat aber darüber hinaus noch weitere Kriterien zu berücksichtigen, die typisch sind für die Beurteilung von Bonitätsrisiken auf Staatsebene. Diese münden letztlich in ein Länderrating, das das Ziel der Klassifizierung von Ländern in eine Rangfolge ihrer relativen Kreditwürdigkeit mit der Möglichkeit der ordinalen Vergleichbarkeit verfolgt.
Vor der Analyse des Länderrisikos sind risikorelevante, staatspezifische Kriterien herauszuarbeiten, die für die Beurteilung eines Länderrisikos typisch und von Bedeutung sind.

### Analyse des Länderrisikos
Da Länderrisiken keine objektiv feststellbaren Größen und nicht direkt beobachtbar sind, muss nach stabilen Beziehungen zwischen beobachtbaren risikoverursachenden und repräsentativen Größen gesucht werden. Dabei ist zwischen qualitativen (politische Lage) und quantitativen Risikofaktoren (volkswirtschaftliche Kennzahlen) zu unterscheiden. Die Länderrisikoanalyse erfordert zunächst eine retrospektive Betrachtung, die Risikoursachen aufzudecken versucht und Ursache-Wirkungs-Beziehungen offenlegt. Sodann werden die zu prognostizierenden Faktoren abgeleitet und Indikatoren für eine Prognose bestimmt, um im nächsten Schritt zu einer ursachenbezogenen und zukunftsorientierten Risikobeurteilung zu gelangen.
Vor dem Hintergrund dieser Vorgaben werden bestimmte politische Informationen und volkswirtschaftlichen Grunddaten jedes Staates zu aussagefähigen und repräsentativen Kennzahlen zusammengefasst, die dann mit einem Vergleichswert konfrontiert werden. Neben den Ratingagenturen verdichten internationale Banken und insbesondere drei NGO-Unternehmen diese Kennzahlen zu einem Rating oder Index.
- Hier haben sich global zwei Indizes etabliert, der BERI-Index (Business Environment Risk Index) und der Peren-Clement-Index. In der unternehmerischen Praxis hat sich der Peren-Clement-Index etabliert, weil er im Gegensatz zum BERI-Index entscheidungssignifikante Knock-out-Variablen explizit berücksichtigt.
- Ein Länder-Ranking gibt „Institutional Investor“ seit 1979 heraus, das die Staaten nach Kontinenten zusammenfasst[4].

Vergleichen lassen sich alle Länder untereinander in ihrer Reihenfolge, aber auch die Kennzahlen des Landes in ihrer historischen Entwicklung.

### Kriterien zur Länderbeurteilung
In die Betrachtung des untersuchten Auslandsmarktes fließen Merkmale ein, die sich hinsichtlich der unternehmerischen Betätigung dort in drei Gruppen einteilen lassen.

#### Freiheitsgrad
- Begrenzungen für Auslandsinvestitionen
- Freiheit der Wirtschaftsordnung
- Zugänglichkeit des inländischen Kapitalmarktes für Ausländer
- Liberalität der Kapitaltransferbestimmungen
- Auflagen für Beteiligungen
- Beschäftigungsmöglichkeiten für ausländische Arbeitskräfte
- Rechtssicherheit im Land
- Exportmöglichkeiten
- Importpolitik

#### Grundsätzliche Voraussetzungen
- Arbeitsklima, Sozialer Frieden
- Verkehrs- und Kommunikationssystem
- Marken- und Produktschutz
- Bruttosozialprodukt pro Kopf der Bevölkerung, ggf. branchenspezifisches Marktvolumen
- Stabilität des politischen Systems (einschließlich der Gefahr innerer und äußerer Konflikte)
- Verfügbarkeit von Energie
- Umweltschutzpolitik
- Staat als Wirtschaftspartner

#### Volkswirtschaftliche Rahmenbedingungen samt Entwicklungstendenzen
- Inflation in den vergangenen (fünf) Jahren
- Tendenzen in der Zahlungsbilanz (einschließlich internationaler Zahlungsfähigkeit)
- Wirtschaftswachstum in den vergangenen fünf Jahren und Wachstumsprognose
- Belastungen durch Öl- und Energieimporte
- Konvertibilität der Landeswährung
- Volkswirtschaftliche Kennzahlen
  - Investitionsquote / Sparquote
  - Arbeitslosenquote
  - Inflationsrate
  - Schuldenkennzahlen (Staatsschuldenquote, Zinsdeckungsgrad, Schuldendienstdeckungsgrad)
  - Exportquote / Importquote.

### Länderrisiko und Unternehmensrisiko
Länderratings betreffen nicht nur die Kreditwürdigkeit des jeweiligen Staates, sondern beeinflussen auch die Kreditwürdigkeit aller dort ansässigen Unternehmen, in deren Unternehmensrating sie einfließen. Nach diesem Dogma der Ratingagenturen kann ein Unternehmen kein besseres Rating bekommen als das Land, in dem es seinen Sitz hat (englisch country ceiling). Länderrisiko und Unternehmensrisiko sind positiv miteinander korreliert. Wenn ein Unternehmen von hoher Bonität seinen Sitz in einem Staat von schlechter Bonität hat, so führt das „country ceiling“ automatisch zur Herabstufung des Unternehmensratings auf das entsprechende Länderrating. Hintergrund ist die Tatsache, dass das Unternehmen aufgrund seiner guten Bonität zwar den Schuldendienst tragen kann, aber der Staat wegen seiner schlechten Lage nicht fähig oder unwillig ist, den Transfer des Schuldendienstes an den ausländischen Kreditgeber zu genehmigen. Folge für den Gläubiger ist, dass der Schuldendienst trotz der guten Bonität des Unternehmens ausbleibt.

### Bedeutung
Durch die zunehmende wirtschaftliche und organisatorische Verflechtung der Staaten weltweit hat die Einschätzung und Bewertung von Länderrisiken zunehmende Bedeutung erlangt. Insbesondere die Finanzkrise ab 2007 mit ihren Auswirkungen auf volatiler gewordene Länderrisiken (in PIIGS-Staaten und verschiedenen Schwellenländern) zeigt das Erfordernis einer fundierten Länderrisikoanalyse. Diese liefert eine Orientierungshilfe bei der Frage nach Art und Umfang von Unternehmensengagements in Auslandsmärkten.

## Länderrisikoprämie und Credit Spread
Die Länderrisikoprämie ist der Zinsaufschlag bei Krediten oder Anleihen, der sich am Markt aufgrund der zusätzlichen landesspezifischen Risiken des Landes des Schuldners ergibt. Es handelt sich aus Sicht des Gläubigers um eine Risikoprämie. Die Höhe der Länderrisikoprämie richtet sich nach der Stabilität und Bonität des jeweiligen Landes. Diese wird über Ratings ermittelt, die von Ratingorganisationen veröffentlicht werden. Dabei gehören zu den wichtigsten die der US-Organisationen Fitch Ratings, Moody’s und Standard & Poor’s.
Das Länderrating, auf dem die Prämie basiert, gibt die Wahrscheinlichkeit an, dass ein Investor einen Verlust erleiden wird, wenn er in einem bestimmten Land investiert. Dabei wird sowohl der öffentliche als auch der private Sektor berücksichtigt. Um den Index zu erhalten, werden verschiedene Risikofaktoren erhoben, die sich an der Situation der Wirtschaft allgemein, der politischen Stabilität sowie der sozialen und der internationalen Situation orientieren. Das Länderrating ist ein Rating, das die Kriterien zur Länderbeurteilung zu einem Ratingcode verdichtet. Je besser der Ratingcode, umso geringer ist das Länderrisiko eines Staats einzustufen und umgekehrt. Das Länderrisiko ist im Regelfall mit dem Rating für Staatsanleihen dieses Landes identisch. Die Prämie wird in Punkten dargestellt, dabei bedeuten jeweils 100 Punkte einen Zinsaufschlag von 1 %. Historisch wurden nur selten Werte von über 1.500 Punkten erreicht, den bisherigen Rekord stellte Argentinien im Länderrisikoindex EMBI+ (ein Index speziell für Schwellenländer) mit über 7.000 Basispunkten auf (siehe auch Argentinien-Krise).
Die tatsächlich am Markt gezahlten Kreditaufschläge („Credit Spreads“) eröffnen eine weitere Methode, das Länderrisiko von Staaten zu messen. Dabei dient als Benchmark häufig die Rendite einer sogenannten „risikolosen“ Staatsanleihe (hierfür wird ein Staat von höchster Bonität gewählt), die mit der Rendite der Staatsanleihe des zu analysierenden Staats verglichen wird. Die Renditedifferenz zwischen beiden Anleihen reflektiert das vom Anleihemarkt eingeschätzte Länderrisiko. Ein ähnlicher Vergleich ergibt sich aus der Gegenüberstellung der Kurse von Credit Default Swaps verschiedener Staaten.